# Thure Holm
Thure Hjalmar Holm, född 24 maj 1863 i Norberg, död 27 oktober 1932 i Maria Magdalena församling i Stockholm, var en svensk skådespelare.

## Biografi
Holm var engagerad vid Nya teatern i Stockholm 1884–1885, vid olika ambulerande sällskap, vid Stora Teatern i Göteborg 1891–1892, hos Hjalmar Selander 1892–1895 och hos Albert Ranft från 1895. Bland de roller han gjort märks Nils Stensson i Fru Inger till Östrå, Rizzio i Maria Stuart, Laertes i Hamlet, bildhuggaren Clémenceau, Lefèbvre i Madame Sans-Gëne, Waldeck i Slafvinnan, Hin i Hin och småländingen och Bourganeuf i Duvals skilsmässa.
Utöver teatern var Holm engagerad som filmskådespelare. Han debuterade 1913 i Victor Sjöströms Ingeborg Holm och gjorde sin sista roll 1931 i Sjöströms Markurells i Wadköping.
Thure Holm är begravd på Norra begravningsplatsen utanför Stockholm.

## Filmografi
- 1913 – Ingeborg Holm
- 1915 – Hans faders brott
- 1915 – Madame de Thèbes
- 1915 – Hämnaren
- 1916 – Hon segrade
- 1916 – Balettprimadonnan
- 1916 – Vingarne
- 1916 – Dödskyssen
- 1916 – Havsgamar
- 1917 – Tösen från Stormyrtorpet
- 1917 – Paradisfågeln
- 1918 – Berg-Ejvind och hans hustru
- 1921 – En vildfågel
- 1922 – Kärlekens ögon
- 1924 – Ödets man
- 1924 – Löjen och tårar
- 1924 – Grevarna på Svansta
- 1924 – Halta Lena och vindögda Per
- 1925 – Damen med kameliorna
- 1925 – Ingmarsarvet
- 1925 – Hennes lilla majestät
- 1925 – Karl XII del II
- 1926 – Fänrik Ståls sägner-del I
- 1926 – Dollarmillionen
- 1927 – Arnljot
- 1928 – Gustaf Wasa del I
- 1928 – Synd
- 1930 – Fridas visor
- 1931 – Markurells i Wadköping

## Teater

### Roller (ej komplett)
| År   | Roll                  | Produktion                                                            | Regi             | Teater                     |
| ---- | --------------------- | --------------------------------------------------------------------- | ---------------- | -------------------------- |
| 1899 | Neumann, kassör       | Vävarna Gerhart Hauptmann                                             | Harald Molander  | Svenska teatern, Stockholm |
| 1902 | Alfred Bassick        | Sherlock Holmes Walter Christmas                                      |                  | Svenska teatern, Stockholm |
| 1907 |                       | Larssons dotter Selfrid Kinmansson                                    |                  | Östermalmsteatern          |
| 1907 | Moss                  | Ett köpmanshus i skärgården Emilie Flygare-Carlén                     |                  | Östermalmsteatern          |
| 1907 |                       | Postrånet Eugène Moreau, Paul Siraudin och Alfred Delacour            | Justus Hagman    | Östermalmsteatern          |
| 1907 |                       | Hoppet Herman Heijermans                                              |                  | Östermalmsteatern          |
| 1907 | Grillhofer            | Samvetets mask Ludwig Anzengruber                                     |                  | Östermalmsteatern          |
| 1907 | Monsieur Morrell      | Greven av Monte Christo Alexandre Dumas den äldre                     |                  | Östermalmsteatern          |
| 1908 | Grant                 | Kapten Grant och hans barn Jules Verne                                |                  | Östermalmsteatern          |
| 1908 | Stålarm               | Daniel Hjort Josef Julius Wecksell                                    |                  | Östermalmsteatern          |
| 1908 |                       | En smålänning, eller Sin egen lyckas smed Algot Sandberg              |                  | Östermalmsteatern          |
| 1909 |                       | Fröken Sherlock Holmes Alfred Grünwald och Julius Brammer             |                  | Östermalmsteatern          |
| 1909 |                       | Bröderna Hansen Edgard Høyer                                          | Peter Fjelstrup  | Östermalmsteatern          |
| 1916 | Friherre von Passarge | Gamla Heidelberg (Alt-Heidelberg) Wilhelm Meyer-Förster               |                  | Svenska teatern, Stockholm |
| 1919 | En officer            | Romeo och Julia (The Tragedy of Romeo and Juliet) William Shakespeare | Gunnar Klintberg | Svenska teatern, Stockholm |